# C. J. Tudor
C. J. Tudor, celým jménem Caroline Jane Tudor (* 1972 Salisbury) je anglická spisovatelka, známá je především jako autorka thrillerů.

## Život a dílo
Narodila se v Salisbury, vyrostla v Nottinghamu. Odmalička se snažila psát, v šestnácti opustila školu kvůli anorexii. Pracovala jako copywriterka v reklamní agentuře, stážistka, rozhlasová scenárista. Na začátku 90. let působila jako televizní moderátorka na Channel 4 , živila se také dabingem nebo venčením psů.
Její první román The Chalk Man vyšel v roce 2018 a stal se bestsellerem Sunday Times. Kniha získala v roce 2019 Barry Award za nejlepší britský debutový román a v témže roce Strand Critics Award za americký debutový román, Kniha je adaptována BBC Studios Production do seriálu. Její druhý román The Taking of Annie Thorne (The Hiding Place) vyšel v roce 2019, třetí román The Other People v roce 2020. Oba romány se také staly bestsellery Sunday Times, Její čtvrtý román The Burning Girls z roku 2021 byl vybrán knižním klubem Richarda a Judy a pro Paramount+. V roce 2022 vyšla sbírka povídek A Sliver of Darkness a v roce 2023 román The Drift.

## Česky vydané knihy
- Kříďák, 2018 (The Chalk Man, 2018)[6]
- Jáma, 2019 (The Hiding Place, 2019)[7]
- Ti druzí, 2020 (The Other People, 2020)[8]
- Upálené, 2021 (The Burning Girls, 2021)[9]
- Škvíra, 2023 (A Sliver of Darkness, 2022)[10]
- Závěj, 2023 (The Drift, 2023)[11]